# Swainsøen
Swainsøen (samoansk Olosega) er en atol i Tokelau-øgruppen i Stillehavet. Kulturelt er er den en del af Tokelau, men den administreres af USA som en del af Amerikansk Samoa. Swainsøen er også kendt som Olosengaøen eller Olohegaøen. Den ejes af Jenningsfamilien og bruges til kopraplantager. Øen har en befolkning på 17 tokelausere, som høster kokosnødderne. Øens areal er 186,5 ha, men kun 150,8 ha er land. I midten af øen er en lagune på omkring 35,8 ha.

## Galleri
- Swainsøen.
- Bredden ved lagunen.
- Vej på Swainsøen.